# 外勢
外勢，又稱作厚勢，是圍棋中的一個概念，一般相對於實利而言，指一塊己方強大的棋面朝較寬廣的方向，雖然尚未實際圍成地盤，但具有很大的發展潛力，可用以圍成很大的空或藉以攻擊對手棋子。
19世紀以前的圍棋較不重視外勢而重視實利，到二十世紀初的新佈局開始對於外勢的運用開始注重，後來以武宮正樹為首的宇宙流，更是重視棋子向中間發展，對外勢運用的研究也就更為深入。
一塊棋外勢的強大與否，有幾個因素。一是己方棋子的數目，棋數越多可能的外勢越大，二是這塊棋的連接程度，即使只有2、3顆棋如果是直接相連則可形成不錯的外勢，但彼此間如果有斷點則外勢力量減小，三是附近是否已有對方的棋子，如有對方相應的棋子則外勢會減弱，也因此如果有可讓對方覷的斷點時，外勢就會減小。
外勢的形成一般是與對方的實利交換而形成的，在許多定式中，最後的結果常是一方獲得實利，一方獲得外勢，因此在對方獲得實利的情形下，善運用外勢成為勝負的重要關鍵。

外勢一般可能的運用包括圍地或攻擊，棋諺有說「不要用厚勢圍地」，也就是說雖然外勢也常有機會可以圍到不小的地盤，但它的力量不僅止於圍地，因此最理想的運用方式是誘使或逼使對方棋子接近己方外勢，再加以攻擊，因此另一個棋諺是「不要靠近外勢」也就是面對敵方的外勢，應該保持一定距離下子，讓對方僅能在一定的程度上運用外勢來圍地，而不能攻擊己方棋子，而擁有外勢的一方如果對方棋子不接近，則應儘量形成大型的模樣，迫使對方打入後再加以攻擊。